# Гильом XII (граф Оверни)
Гильом XII (фр. Guillaume XII; 1300 — 1332) — граф Оверни и Булони с 1325 года. Единственный сын Роберта VII д’Овернь от его первой жены Бланш де Бурбон, дочери графа Роберта Клермонского.
Был женат с 1325 года на Маргарите д’Эврё (1307—1350), дочери графа Людовика д’Эврё и Маргариты д’Артуа.
Гильом XII умер молодым, оставив своей наследницей дочь Жанну — будущую королеву Франции (жену короля Иоанна II).